# Flabellina
Flabellina je rod gološkržnjaka iz porodice Flabellinidae.

## Vrste
Vrste iz ovog roda:
- Flabellina affinis (Gmelin, 1791)
- Flabellina albomarginata (Miller, 1971)
- Flabellina alternata Ortea & Espinosa, 1998
- Flabellina amabilis Hirano & Kuzirian, 1991
- Flabellina arveloi Ortea & Espinosa, 1998
- Flabellina athadona (Bergh, 1875)
- Flabellina babai Schmekel, 1972
- Flabellina baetica Garcia-Gomez, 1984
- Flabellina bertschi Gosliner & Kuzirian, 1990
- Flabellina bicolor (Kelaart, 1858)
- Flabellina bilas Gosliner & Willan, 1991[1]
- Flabellina borealis (Odhner, 1922)
- Flabellina browni (Picton, 1980)
- Flabellina bulbosa Ortea & Espinosa, 1998
- Flabellina californica (Bergh, 1904)
- Flabellina capensis (Thiele, 1925)
- Flabellina cerverai Fischer, van der Velde & Roubos, 2007
- Flabellina confusa Gonzalez-Duarte, Cervera & Poddubetskaia, 2008
- Flabellina cooperi (Cockerell, 1901)
- Flabellina cynara (Marcus & Marcus, 1967)
- Flabellina dana Millen & Hamann, 2006
- Flabellina delicata Gosliner & Willan, 1991
- Flabellina dushia (Marcus Ev. & Er., 1963)
- Flabellina engeli Ev. Marcus & Er. Marcus, 1968
- Flabellina evelinae Edmunds, 1989
- Flabellina exoptata Gosliner & Willan, 1991
- Flabellina falklandica (Eliot, 1907)
- Flabellina fogata Millen & Hermosillo, 2007
- Flabellina funeka Gosliner & Griffiths, 1981
- Flabellina goddardi Gosliner, 2010
- Flabellina gracilis (Alder & Hancock, 1844)
- Flabellina hamanni Gosliner, 1994
- Flabellina ilidioi Calado, Ortea & Caballer, 2005
- Flabellina insolita Garcia-Gomez & Cervera, 1989
- Flabellina iodinea (J. G. Cooper, 1863)
- Flabellina ischitana Hirano & Thompson, 1990
- Flabellina islandica (Odhner, 1937)
- Flabellina japonica (Volodchenko, 1937)
- Flabellina lineata (Lovén, 1846)
- Flabellina llerae Ortea, 1989
- Flabellina macassarana Bergh, 1905
- Flabellina marcusorum Gosliner & Kuzirian, 1990
- Flabellina nobilis (A. E. Verrill, 1880)
- Flabellina pallida (A. E. Verrill, 1900)
- Flabellina parva (Hadfield, 1963)
- Flabellina pedata (Montagu, 1815)
- Flabellina pellucida (Alder & Hancock, 1843)
- Flabellina poenicia (Burn, 1957)
- Flabellina polaris Volodchenko, 1946
- Flabellina pricei (MacFarland, 1966)
- Flabellina riwo Gosliner & Willan, 1991
- Flabellina rubrolineata (O'Donoghue, 1929)
- Flabellina rubropurpurata (Gosliner & Williams, 1991)
- Flabellina salmonacea (Couthouy, 1838)
- Flabellina sarsi (Friele, 1902)
- Flabellina telja Marcus & Marcus, 1967
- Flabellina trilineata (O'Donoghue, 1921)
- Flabellina trophina (Bergh, 1890)
- Flabellina vansyoci Gosliner, 1994
- Flabellina verrucosa (M. Sars, 1829)
- Flabellina verta (Ev. Marcus, 1970)